# 1912 na política

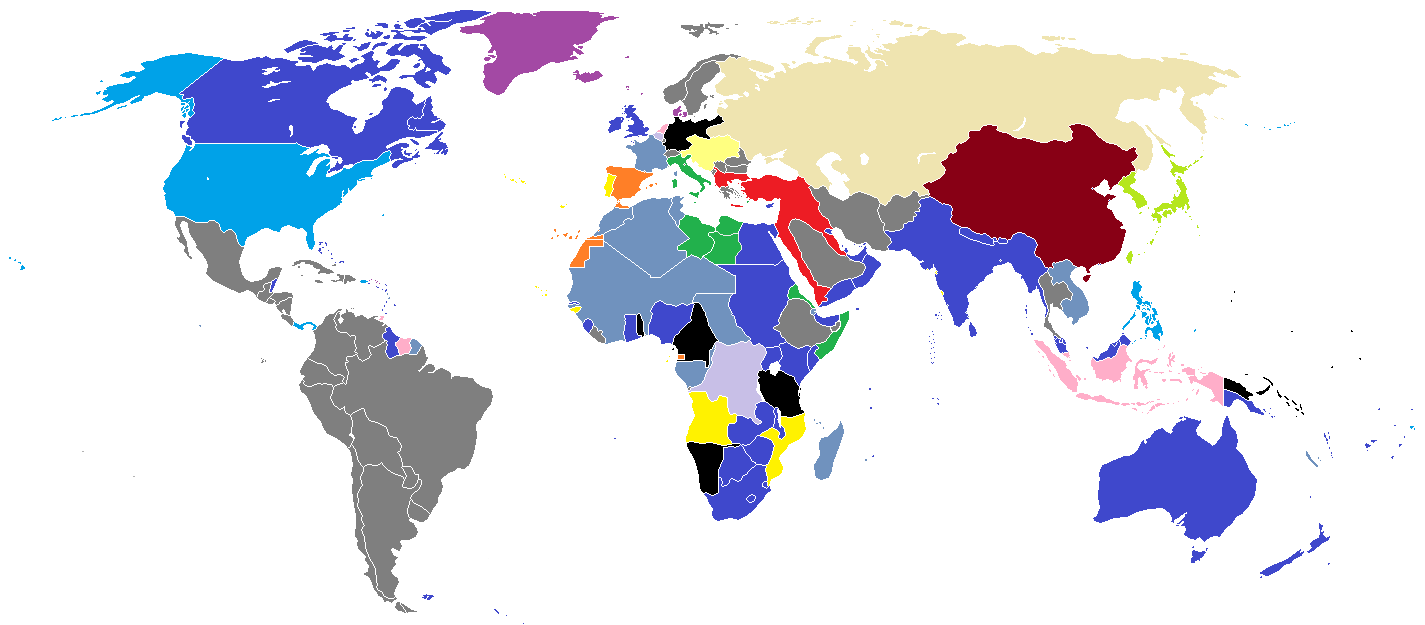
Mapa do mundo em 1912, destacando os impérios coloniais e suas áreas de influência.

## Eventos
- A esquadra começa a operar no Mar Egeu, bombardeando posições turcas nos Dardanelos. Na Primavera ocupa as ilhas do Dodecaneso, incluindo Rodes.
- Álvaro Figueroa y Torres Mendieta substitui Manuel García Prieto como presidente do governo de Espanha.
- 6 de janeiro - Novo México torna-se o 47º estado norte-americano.
- 10 de janeiro - Bombardeio de Salvador, capital do Estado da Bahia.
- 16 de junho- Toma posse o III Governo Constitucional português chefiado por Duarte Leite.
- Outubro - Começa a  Guerra do Contestado, no Brasil.
- Outubro - Assinatura da paz entre turcos e italianos.
- 18 de Outubro - Começa a primeira guerra dos balcãs[1].

## Nascimentos
| Data           | Nome                  | Profissão                                                                  | Nacionalidade                  | Observações | Ref |
| -------------- | --------------------- | -------------------------------------------------------------------------- | ------------------------------ | ----------- | --- |
| 18 de janeiro  | Evandro Lins e Silva  | jurista, jornalista, escritor e político                                   | Brasil                         | m. 2002     |     |
| 31 de janeiro  | Camilo Ponce Enríquez | presidente do Equador de 1956 a 1960                                       | Equador                        | m. 1976     |     |
| 9 de fevereiro | Apolônio de Carvalho  | militar, "herói de três pátrias", um dos fundadores do PT                  | Brasil                         | m. 2005     |     |
| 11 de março    | Wálter Guevara Arze   | presidente da Bolívia em 1979                                              | Bolívia                        | n. 1996     |     |
| 19 de março    | Adolf Galland         | piloto da aviação alemã que se distinguiu durante a Segunda Guerra Mundial | Alemanha                       | m. 1996     |     |
| 27 de março    | James Callaghan       | político e primeiro-ministro do Reino Unido                                | Reino Unido                    | m. 2005     |     |
| 15 de abril    | Kim Il-Sung           | político e presidente da Coreia do Norte                                   | Japão (Coreia do Norte)        | m. 1994     |     |
| 24 de maio     | Edward Victor Luckhoo | presidente da Guiana de 1966 a 1970                                        | Reino Unido (Guiana Britânica) | m. 1998     |     |
| 29 de junho    | Lucie Aubrac          | ativista, membro da Resistência Francesa                                   | França                         | m.2007      |     |
| 18 de agosto   | Otto Ernst Remer      | general e político nazista                                                 | Alemanha                       | m. 1997     |     |
| 3 de novembro  | Alfredo Stroessner    | militar, político e presidente do Paraguai de 1954 a 1989                  | Paraguai                       | m. 2006     |     |

## Mortes
| Data            | Nome                              | Profissão                                             | Nacionalidade  | Observações | Ref |
| --------------- | --------------------------------- | ----------------------------------------------------- | -------------- | ----------- | --- |
| 28 de janeiro   | Gustave de Molinari               | teórico do anarco-capitalismo                         | Reino Unido    | n. 1819     |     |
| 28 de janeiro   | Eloy Alfaro                       | presidente do Equador de 1895 a 1901 e de 1907 a 1911 | Equador        | n. 1842     |     |
| 10 de fevereiro | Barão do Rio Branco               | diplomata                                             | Brasil         | n. 1845     |     |
| 14 de maio      | Frederico VIII                    | rei da Dinamarca de 1906 a 1912                       | Dinamarca      | n. 1843     |     |
| 15 de Maio      | Albino Jara                       | Presidente do Paraguai                                | Paraguai       | n. 1877     |     |
| 12 de junho     | Voltairine de Cleyre              | anarquista                                            | Estados Unidos | n. 1866     |     |
| 30 de julho     | Imperador Meiji (Mutsuhito)       | imperador japonês                                     | Japão          | n. 1852     |     |
| 8 de agosto     | Cincinnatus Leconte               | presidente do Haiti de 1911 a 1912                    | Haiti          | n. 1854     |     |
| 21 de dezembro  | Affonso Celso de Assis Figueiredo | político e Visconde de Ouro Preto                     | Brasil         | n. 1836     |     |